# رامي لكح
رامي ريمون لَكَح (الشهير برامي لكح) هو رجل أعمال مصري. كان عضوا في مجلس الشعب المصري في تسعينات القرن الماضي.
يمتلك من بين مشاريعه شركة طيران كانت تسمى طيران الشروق، وانشأ مجموعه شركات أسماها لكح جروب،
حصل على أغلبيه اصوات دائرته بمنطقة شبرا في انتخابات مجلس الشعب عام 2010 وتم اعلان خسارته بعد تزوير الانتخابات لصالح الحزب الوطني المنحل حاليا.
أسس عقب الثورة مع محمد أنور عصمت السادات حزب الإصلاح والتنمية (مصرنا) وأصبح نائب رئيس الحزب وقاد انتخابات الحزب على مستوى الجمهورية في انتخابات برلمان الثورة مع مجموعة من النشطاء منهم ايهاب الخولي (رئيس حزب الغد الاسبق (أيمن نور)) وعصام الشريف، وكوّن قوائم الحزب من فلول النظام السابق باستثناء بعض القوائم التي اختارها من الأحزاب العلمانية منهم سامح أنطون (نائب رئيس حزب الجبهة الديمقراطية) ومحمود الفرعوني (الحزب المصري الليبرالي في أسيوط). له عدة مشاريع واستثمارات تجارية من ضمنها وطيران الشروق ولكح جروب.